# Нурышев, Шахрат Шакизатович
Шахрат Шакизатович Нурышев (каз. Шахрат Шәкизатұлы Нұрышев; род. 20 июня 1972, Алма-Ата, Казахская ССР, СССР) — казахстанский дипломат. Чрезвычайный и Полномочный Посол Республики Казахстан в Китайской Народной Республике (2015—2019, с 2022 года), по совместительству в Корейской Народно-Демократической Республике (2015—2019, с 2024 года).

## Биография
1996—1997 гг. — референт управления стран Азии Министерства иностранных дел Республики Казахстан (МИД РК).
1997—1999 гг. — атташе, третий секретарь паспортно-визовой службы МИД РК в городе Урумчи.
1999—2004 гг. — второй секретарь, первый секретарь посольства Казахстана в Китайской Народной Республике (КНР).
2004—2005 гг. — начальник отдела, начальник управления департамента Азии и Африки МИД РК.
2005—2007 гг. — советник посольства Казахстана в КНР — постоянный представитель Казахстана при секретариате Шанхайской организации сотрудничества.
2007—2008 гг. — советник-посланник посольства Казахстана в КНР.
2008—2015 гг. — посол по особым поручениям МИД РК — национальный координатор от Казахстана по вопросам деятельности Шанхайской организации сотрудничества.
2009—2010 гг. — специальный представитель правительства Казахстана по вопросам сотрудничества с Исламской Республикой Афганистан.
2015—2019 гг. — Чрезвычайный и Полномочный Посол Республики Казахстан в Китайской Народной Республике, Чрезвычайный и Полномочный Посол Республики Казахстан в Корейской Народно-Демократической Республике по совместительству.
С октября 2019 по 8 апреля 2022 года — первый заместитель министра иностранных дел Казахстана.
С 8 апреля 2022 года — Чрезвычайный и Полномочный Посол Республики Казахстан в Китайской Народной Республике. С 18 апреля 2024 года — Чрезвычайный и Полномочный Посол Республики Казахстан в Корейской Народно-Демократической Республике по совместительству.